# NutriAsia
NutriAsia, Inc. ist ein philippinisches Lebensmittelunternehmen mit Hauptsitz in Bonifacio Global City, Taguig. Es ist der führende Hersteller von Gewürzprodukten auf den Philippinen.
Das Unternehmen wurde am 1. Oktober 1991 von Joselito D. Campos Jr. gegründet, dem ältesten Sohn des Unilab-Gründers Jose Yao Campos. Er ist außerdem stellvertretender Vorsitzender von Del Monte Philippines Inc. und Vorsitzender der Fort Bonifacio Development Corporation.

## Geschichte
Joselito Campos gründete 1991 Enriton Natural Foods, Inc. mit Nelicom als einziger Marke. Später im selben Jahr erwarb Enriton Jufran und Mafran und ging gleichzeitig ein Joint Venture mit Acres & Acres ein. Das Joint Venture hieß dann Southeast Asia Food, Inc. (SAFI). 1996 erwarb SAFI die Universal Foods Corporation (UFC) und gründete für die Übernahme die Holdinggesellschaft NutriAsia Inc.
Im Jahr 2001 ging NutriAsia eine Partnerschaft mit dem amerikanischen Unternehmen H. J. Heinz Company (jetzt Kraft Heinz) ein und gründete das Joint Venture Heinz-UFC Philippines, Inc., das bis 2006 bestand.
2006 erwarb das Unternehmen Heinz’ 50-prozentigen Anteil an dem Joint Venture und wurde in UFC Philippines, Inc. umbenannt.
Im Jahr 2009 wurden die Tochtergesellschaften des Unternehmens, darunter Southeast Asia Food Inc. (SAFI) und UFC Philippines, Inc., in die Holdinggesellschaft NutriAsia, Inc. aufgenommen.
2014 erwarb NutriAsia die Silver Swan Manufacturing Co., Inc. von der Familie Suan und benannte das Unternehmen später in First PGMC Enterprises, Inc. um.

## Marken
- Alcopro, Amihan, Big2, Datu Puti, Golden Fiesta
- Jufran, Locally, Mafran, Mang Tomasm, Nelicom
- Papa, Silver Swan, UFC

## Tochtergesellschaften

### Aktuelle Tochtergesellschaften
- NutriAsia, Inc.
  - First PGMC Enterprises, Inc.
  - Del Monte Pacific Limited 
    - Del Monte Philippines, Inc. 
      - Del Monte Vinamilk Dairy Philippines, Inc. (Joint Venture mit Vinamilk)

### Ehemalige Tochtergesellschaften
- Heinz-UFC Philippines, Inc. (Joint Venture mit H.J. Heinz Company)
- UFC Philippines, Inc.
- Southeast Asia Food, Inc.